# Рыково (Гаврилов-Ямский район)
Рыково — деревня в Гаврилов-Ямском районе Ярославской области России. Входит в состав Заячье-Холмского сельского округа Заячье-Холмского сельского поселения.

## География
Деревня находится в юго-восточной части области, в зоне хвойно-широколиственных лесов, к востоку от реки Кобылки, при автодороге 78К-0036, на расстоянии примерно 9 километров (по прямой) к северо-востоку от города Гаврилов-Ям, административного центра района. Абсолютная высота — 172 метра над уровнем моря.

### Климат
Климат характеризуется как умеренно континентальный, с умеренно холодной зимой и относительно тёплым летом. Среднегодовая температура воздуха — 3 — 3,5 °C. Средняя температура воздуха самого холодного месяца (января) — −13,3 °C; самого тёплого месяца (июля) — 18 °C. Вегетационный период длится около 165—170 дней. Годовое количество атмосферных осадков составляет 500—600 мм, из которых большая часть выпадает в тёплый период.

### Часовой пояс
Рыково, как и вся Ярославская область, находится в часовой зоне МСК (московское время). Смещение применяемого времени относительно UTC составляет +3:00.

## Население
| 2007 | 2010 |
| ---- | ---- |
| 17   | ↘13  |

### Национальный состав
Согласно результатам переписи 2002 года, в национальной структуре населения русские составляли 100 % из 6 чел.
Данные переписи 1897 года

Согласно переписным листам, в 1897-м году в деревне проживал 131 человек: 117 мужчин (30% грамотных) и 114 женщин (11% грамотных). В деревне было около 32 домов - деревянные, крытые соломой. Большая часть жителей занимались земледелием, однако, 1 семья также владела булочной в Костроме, 1 человек работал дворником, 1 - владел мелочной лавкой, 1 - работал извозчиком в Ярославле. У 1 семьи была прислуга (нянька). Распространённые в деревне фамилии: Груздевы, Тетюшкины, Жигаловы, Лебедевы. 